# Hesperocidaris perplexa
Hesperocidaris perplexa is een zee-egel uit de familie Cidaridae.
De wetenschappelijke naam van de soort werd in 1907 gepubliceerd door Hubert Lyman Clark.